# Phragmotrichum rivoclarinum
Phragmotrichum rivoclarinum är en svampart som först beskrevs av Peyronel, och fick sitt nu gällande namn av B. Sutton & Piroz. 1966. Phragmotrichum rivoclarinum ingår i släktet Phragmotrichum, divisionen sporsäcksvampar och riket svampar.   Inga underarter finns listade i Catalogue of Life.